# Liophis juliae
Liophis juliae este o specie de șerpi din genul Liophis, familia Colubridae, descrisă de Cope 1879.

## Subspecii
Această specie cuprinde următoarele subspecii:
- L. j. juliae
- L. j. copeae
- L. j. mariae